# Hippoporidra edax
Hippoporidra edax is een mosdiertjessoort uit de familie van de Hippoporidridae. De wetenschappelijke naam van de soort is, als Cellepora edax, voor het eerst geldig gepubliceerd in 1859 door Busk.